# Unione dei comuni montani del Casentino
L'Unione dei comuni montani del Casentino è un'unione di comuni della Toscana, in provincia di Arezzo.